# 永久冻土
多年凍土是一個地質學名詞，指溫度在0°C或低於0°C，且至少連續凍結兩年的岩土層。

## 結構
多年凍土層一般分佈在寒冷地區地下30~200公分處，通常又分為上下兩層，上層夏季融化，被稱為活動層，下層在夏季仍處於凍結狀態。多年凍土地帶的泥土不一定有水份，例如在無孔基岩（不透水的岩石）裡就不可能有水；但在大多數情況下，水不單存在，而且更超過地表物料的潛在水飽和量。一般的凍土層在氣候回暖或受到強壓時，凍土內的冰會溶解成為水；但多年凍土的所在之處，即使在天氣回暖之時，氣溫仍然在結冰點以下，使凍土內的冰不能再次溶化成為水份，因而使凍土的組成不變。其持續冰凍時間可長達1000年以上。

## 形成的兩個必要條件
- 氣溫足夠低。如果年平均氣溫高於0°C，雖然有可能形成季節性凍土，但卻無法形成多年凍土。
- 持續時間足夠長。 大氣的低溫要傳導到地表以下幾百甚至上千米的深度，需要足夠長的時間才能完成。多年凍土地帶的水份長期凍結，一般植物難以生長。大多數多年凍土都位於南北緯48度以上的地區，多年凍土層的厚度隨緯度的增高而增厚。例如：北極和南極附近的凍土帶，唯一的例外是位於青藏高原的凍土帶，其土地由於海拔高而變成多年凍土。由於氣候的轉變，多年凍土的範圍會隨氣候而增減。現時地球上有20%的土地被凍土覆蓋。這些凍土，有連綿不斷的多年凍土地帶，亦有孤立的不連續多年凍土，以及被冰河所覆蓋的地方。凍土層上方是季節性融化的活動層，其厚度不一，在夏季一般為0.6至4米，可支持植物生長。在多年凍土地帶冬天凍土厚達440米，美國阿拉斯加可厚達726米，在加拿大和北極群島最厚達1,493米。

## 影響
全球多年凍土是一個巨大的碳庫，其碳儲量達到大氣中的兩倍，在全球變暖背景下，凍土中儲存的碳正在被大量釋放出來，引起二氧化碳和甲烷等溫室氣體排放，從而加劇全球變暖。多年凍土的退化同樣影響區域水文、生態、地貌等過程。